# Calobata brevicellulata
Calobata brevicellulata är en tvåvingeart som först beskrevs av Macquart 1843.  Calobata brevicellulata ingår i släktet Calobata och familjen skridflugor. Inga underarter finns listade i Catalogue of Life.